# Кущак, Томаш
То́маш Миро́слав Ку́щак (Кушчак; пол. Tomasz Mirosław Kuszczak (ˈtɔmaʂ ˈkuʂtʂak; произношение) родился 20 марта 1982 года в Кросно-Оджаньске, Польша) — польский футболист, вратарь.

## Клубная карьера

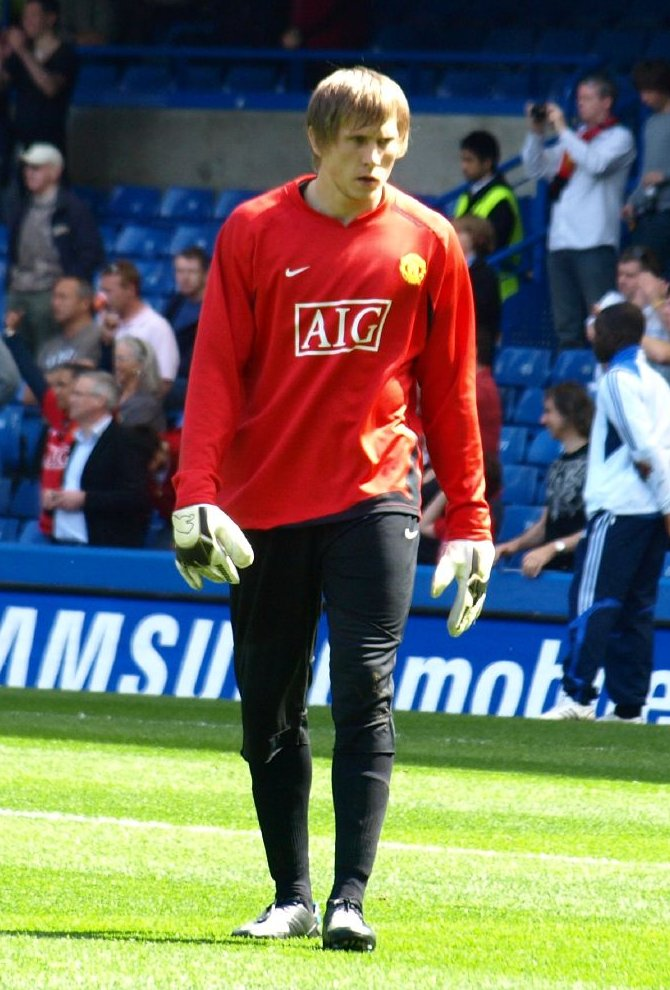
Кущак в 2008 году

Кущак начинал свою карьеру в «Шлёнске» из Вроцлава. В 2000 году перешёл в берлинскую «Герту», однако не сумел пробиться в основной состав команды, играя в основном за резерв. В 2004 году Кущак перешёл в «Вест Бромвич Альбион». Он провёл в составе клуба 31 матч. В сезоне 2005/06 в матче против «Манчестер Юнайтед» Кущак совершил сейв, который стал сейвом сезона по версии Match of the Day. Своей игрой в составе «Вест Бромвича» Кущак заинтересовал сэра Алекса Фергюсона и его «Манчестер Юнайтед». В 2006 году Кущак перешёл в «МЮ» на правах аренды. В своём дебютном сезоне провёл 6 матчей в составе манкунианцев. В игре против «Арсенала» сумел отразить пенальти в исполнении Жилберту Силва. «МЮ» тот матч проиграл со счётом 1:0.
В целом Кущак впечатлил сэра Алекса своей игрой в сезоне 2006/07 и летом 2007 года поляк подписал с клубом 4-летний контракт на постоянной основе. В сезоне 2007/08 Кущак провёл в общей сложности 14 матчей. В четвертьфинале Кубка Англии против «Портсмута» был удалён. Так как замен у сэра Алекса больше не осталось, в ворота был вынужден стать центральный защитник манкунианцев Рио Фердинанд, который не сумел отразить пенальти, хотя правильно угадал направление удара. В том сезоне Кущак получил медаль победителя Лиги чемпионов и стал в составе «Манчестер Юнайтед» чемпионом страны. По окончании сезона продлил действующий контракт с клубом ещё на год.
В сезоне 2011/12 Кущак проиграл конкуренцию не только новичку команды, сменщику завершившего карьеру Эдвина ван дер Сара Давиду Де Хеа и Андерсу Линдегору, но и молодому Бену Эймосу. Кущак не сыграл ни одного матча за клуб и в заявку команды попал всего один раз (на матч со «Сток Сити» 31 января). Незадолго до этого сэр Алекс Фергюсон заявил, что контракт с Кущаком, истекающий по окончании этого сезона, продлён не будет. 21 февраля перешёл в «Уотфорд» на правах аренды до конца сезона. Дебютировал за новый клуб 25 февраля в матче против «Саутгемптона». Матч был проигран со счётом 0:3.
По окончании сезона 2011/12 стал свободным агентом.
20 июня 2012 года подписал двухлетний контракт с клубом «Брайтон энд Хоув Альбион».
1 июля 2015 года подписал двухлетний контракт с клубом «Бирмингем Сити».

## Достижения

### Командные достижения
Манчестер Юнайтед
- Чемпион Премьер-лиги (3): 2006/07, 2007/08, 2010/11
- Обладатель Кубка Футбольной лиги (2): 2009, 2010
- Победитель Лиги чемпионов УЕФА: 2008
- Обладатель Суперкубка Англии (2): 2007, 2008
- Победитель Клубного чемпионата мира: 2008
- Итого: 9 трофеев

### Личные достижения
- Сэйв сезона по версии Match of the Day: 2005/06
- Сэйв сезона по версии Daily Mail: 2007/08

## Интересный факт
В мачте с Колумбией (30 мая 2006) колумбийский голкипер Луис Энрике Мартинес забил ему гол от своих ворот. Луис до сих пор гордится этим достижением, ведь он смог забить гол будущему голкиперу сильнейшего клуба Англии.

## Статистика выступлений
| Клуб                 | Сезон            | Лига | Лига | Кубки | Кубки | Еврокубки | Еврокубки | Прочие | Прочие | Итого | Итого |
| Клуб                 | Сезон            | Игры | Голы | Игры  | Голы  | Игры      | Голы      | Игры   | Голы   | Игры  | Голы  |
| -------------------- | ---------------- | ---- | ---- | ----- | ----- | --------- | --------- | ------ | ------ | ----- | ----- |
| Герта II (фарм-клуб) | 2000/01          | 15   | 0    | 0     | 0     | 0         | 0         | 0      | 0      | 15    | 0     |
| Герта II (фарм-клуб) | 2001/02          | 25   | 0    | 0     | 0     | 0         | 0         | 0      | 0      | 25    | 0     |
| Герта II (фарм-клуб) | 2002/03          | 31   | 0    | 0     | 0     | 0         | 0         | 0      | 0      | 31    | 0     |
| Герта II (фарм-клуб) | 2003/04          | 16   | 0    | 0     | 0     | 0         | 0         | 0      | 0      | 16    | 0     |
| Герта II (фарм-клуб) | Итого            | 87   | 0    | 0     | 0     | 0         | 0         | 0      | 0      | 87    | 0     |
| Вест Бромвич Альбион | 2004/05          | 3    | −1   | 2     | 0     | 0         | 0         | 0      | 0      | 5     | 0     |
| Вест Бромвич Альбион | 2005/06          | 28   | −38  | 2     | 0     | 0         | 0         | 0      | 0      | 30    | 0     |
| Вест Бромвич Альбион | 2006/07          | 0    | 0    | 0     | 0     | 0         | 0         | 0      | 0      | 0     | 0     |
| Вест Бромвич Альбион | Итого            | 31   | -39  | 4     | 0     | 0         | 0         | 0      | 0      | 35    | 0     |
| Манчестер Юнайтед    | 2006/07          | 6    | −2   | 7     | −5    | 0         | 0         | 0      | 0      | 13    | −9    |
| Манчестер Юнайтед    | 2007/08          | 9    | −4   | 2     | −2    | 5         | −2        | 0      | 0      | 16    | −8    |
| Манчестер Юнайтед    | 2008/09          | 4    | −1   | 2     | −1    | 2         | −2        | 0      | 0      | 8     | −4    |
| Манчестер Юнайтед    | 2009/10          | 8    | −4   | 4     | −2    | 2         | −2        | 0      | 0      | 14    | −8    |
| Манчестер Юнайтед    | 2010/11          | 4    | −4   | 3     | −6    | 2         | 0         | 0      | 0      | 9     | −10   |
| Манчестер Юнайтед    | Итого            | 31   | −15  | 18    | −16   | 11        | −6        | 0      | 0      | 60    | −37   |
| Всего за карьеру     | Всего за карьеру | 149  | 0    | 22    | 0     | 11        | 0         | 0      | 0      | 182   | 0     |

(откорректировано по состоянию на 9 апреля 2011 года)